# 瓦齊耶 (阿爾及利亞)
36°33′N 4°05′E / 36.550°N 4.083°E

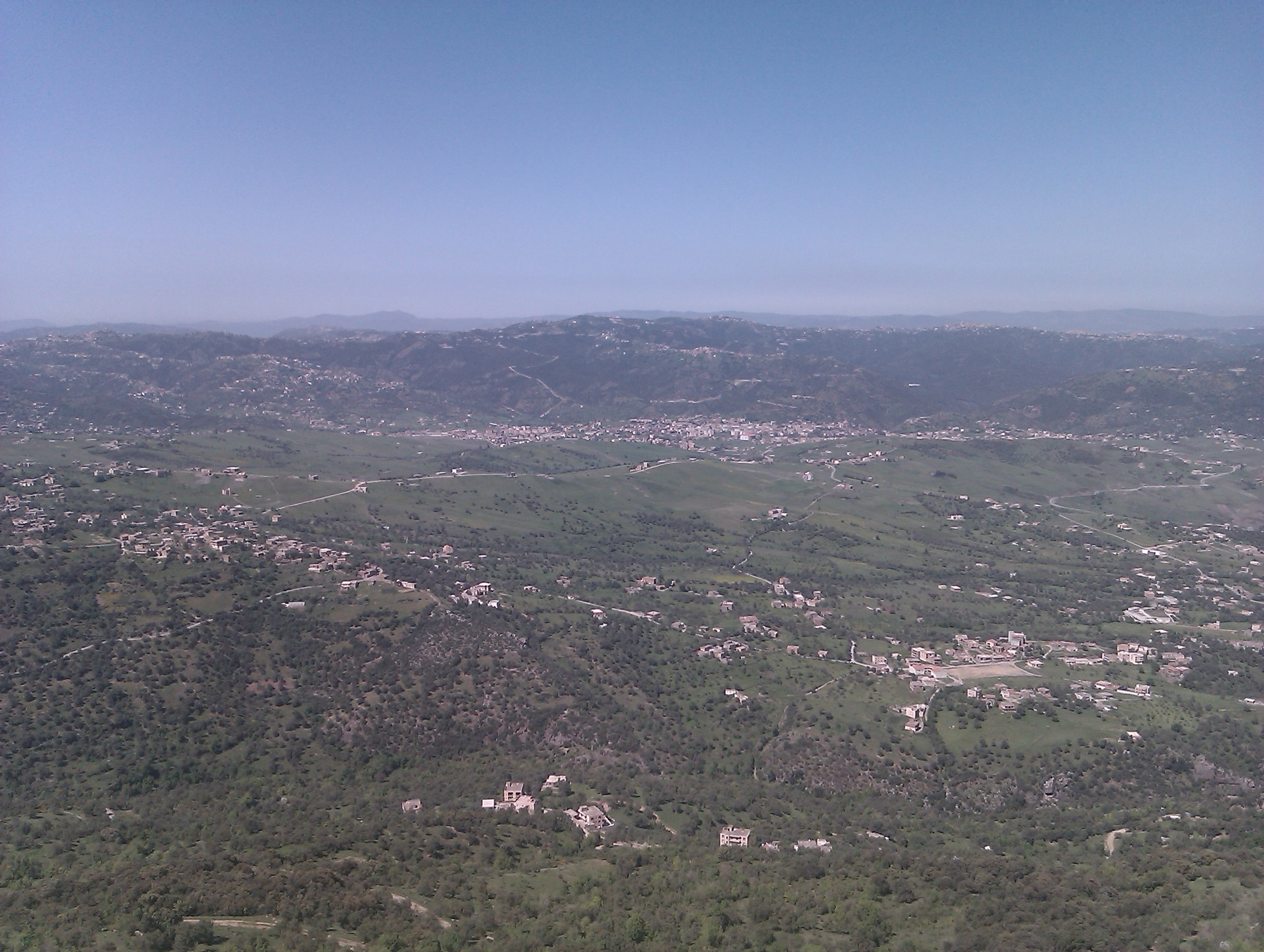
瓦齊耶

瓦齊耶（阿拉伯语：واضية），是阿爾及利亞的城鎮，位於該國北部，由提濟烏祖省負責管轄，是瓦齊耶區的首府，面積33平方公里，2008年人口15,771，人口密度每平方公里480人。